# Anatolij Pachtussow
Anatolij Pachtussow (ukrainisch Анатолий Пахтусов; * 17. April 1985) ist ein ukrainischer Radrennfahrer.
Anatolij Pachtussow wurde bei der Straßen-Radweltmeisterschaft in Salzburg 13. im Straßenrennen der U23-Klasse. In der Saison 2008 gewann er die erste Etappe beim Giro della Valle d’Aosta und wurde Dritter in der Gesamtwertung. Im Jahr 2012 gewann er je eine Etappe des Grand Prix of Sochi und der Tour of Szeklerland sowie 2013 das Eintagesrennen Grand Prix of Donetsk.

## Erfolge
2008
- eine Etappe Giro della Valle d’Aosta

2012
- eine Etappe Grand Prix of Sochi
- eine Etappe Tour of Szeklerland

2013
- Grand Prix of Donetsk

## Teams
- 2009 ISD-Sport-Donetsk
- 2010 ISD Continental Team
- 2011 ISD-Lampre Continental
- 2012 ISD-Lampre Continental
- 2013 ISD Continental Team